# Bruhanja vas
Bruhanja vas je naselje v Občini Dobrepolje.